# آذرخش (موشک)
آذرخش، موشک ضد زره ایرانی است که توسط هوانیروز سپاه پاسداران انقلاب اسلامی طراحی شده است. موشک آذرخش از نوع هوا پرتاب می‌باشد و بر روی بالگردهای رزمی همانند بالگرد تهاجمی کبرا نصب می‌گردد؛ بُرداین موشکِ ایرانی ۱۰ کیلومتر می‌باشد و سرعت آن نیز به ۵۵۰ متر بر ثانیه می‌رسد که در شرایط استاندارد SI معادل ۱٫۸۶ ماخ محسوب می‌شود و قطر این موشک ۱۲٫۷ سانتی‌متر می‌باشد. وزن آذرخش ۷۰ کیلوگرم است.
آذرخش دارای ۳۰۹۶ میلی‌متر طول است. موشک ضدزره آذرخش دارای یک جستجوگر فروسرخ در دماغه است که توسط آن روی هدف قفل می‌نماید و بسوی آن حرکت می‌کند. این جستجوگر همچنین قادر است از فاصله ای برابر با ۶ کیلومتر بروی اهداف مدنظر قفل نماید و موشک را بسوی آن هدایت کند. از طرفی دیگر، این موشک ایرانی، از نوع موشک شلیک کن-فراموش کن محسوب می‌گردد؛ و مفهوم آن این است که با عنایت به سیستم هدایتی، پس از شلیک موشک، دیگر لزومی ندارد که بالگرد موشک را به طرف هدف هدایت نماید یا اینکه هدف را تا هنگام برخورد برای موشک نشانه گذاری نماید. آذرخش موتور راکتی سوخت جامد دارد و با هدف پرواز و تغییر مسیر دارای ۴ بالک متحرک بر روی سر موشک می‌باشد و همچنین تعداد ۴ بالک پایدار کننده ثابت در دم خود می‌باشد.
هدف از پروژه موشک ضد زره آذرخش، اجرای عملیاتهای هوایی ارتفاع پایین و همچنین علیه اهداف زمینی و استحکامات (در سال ۱۳۹۶) و طی افتتاح جدیدترین مراکز آموزشی-تعمیراتی هوانیروز سپاه پاسداران انقلاب اسلامی از آن رونمایی شد. برای اولین بار، این موشک در سال ۱۳۹۹ در نقش هوا به هوا از پهپاد کرار شلیک گردید.